# Monte Warnke
Il Monte Warnke (in lingua inglese: Mount Warnke), è una vetta antartica, alta 915 m, situata 5 km a nordest del Martin Peak delle Thomas Hills, nel settore settentrionale del Patuxent Range dei Monti Pensacola, in Antartide. 
Il monte è stato mappato dall'United States Geological Survey (USGS) sulla base di rilevazioni e foto aeree scattate dalla U.S. Navy nel periodo 1956-66.
La denominazione è stata assegnata dall'Advisory Committee on Antarctic Names (US-ACAN) in onore di Detlef A. Warnke, biologo tedesco in servizio presso la Stazione Palmer nel 1966-67.